# 秀丽假人参
秀丽假人参（学名：Panax pseudo-ginseng var. elegantior）为五加科人参属假人参的变种。分布于中国大陆的陕西、云南、甘肃、西藏、湖北、四川等地，生长于海拔1,800米至3,500米的地区，多生长在沟谷林下，目前尚未由人工引种栽培。

## 别名
竹节三七（西藏常用藏药）